# Gustav Budde-Lund
Gustav Henrik Andreas Budde-Lund (11. januar 1846 på Frederiksberg – 19. september 1911 i København) var en dansk zoolog og grosserer.
Budde-Lund blev student 1865 (privat dimitteret eller fra Roskilde Katedralskole?), filosofikum 1866 og studerede derpå, som elev af Schiødte, zoologi, navnlig entomologi. 1872 søgte han forgæves at tage magisterkonferensen. Forholdene førte ham derfor over i praktisk virksomhed, i hvilken han blev en anset mand; sin ungdoms interesse glemte han dog ikke, men vandt sig, også i udlandet, ved forskellige arbejder et navn som specialist på bænkebidernes område.
Han tog grossererborgerskab 1885, var indehaver af Københavns Pensel-, Børste-og Gadekostefabrik 1874-99, formand for Børstefabrikantforeningen 1891-99 og direktør for A/S Nyhavn.
Budde-Lund var desuden formand for Københavns radikale Venstreforenings 6. Kreds, borgerrepræsentant 1898-1904 og 1907-09, medlem af Overskatterådet for København, af Overformynderiets lånebestyrelse og af Københavns Havneråd, medlem af repræsentantskabet for Dansk Folkeforsikringsanstalt, kontrolkomitteret i Revisionsbanken og formand for A/S Københavns Lampe- og Lysekronefabriks bestyrelse.
Han var korresponderende medlem af Smithsonian Institution i Washington D.C. og Die naturhistorische Gesellschaft i Nürnberg, medstifter af Entomologisk Forening, redaktør af Entomologiske Meddelelser 2. K. 1. bind, revisor i Naturhistorisk Forening og i andre foreninger, naturhistorisk anmelder i Morgenbladet og Politiken til 1888. Han var forfatter af talrige zoologiske skrifter og afhandlinger (specielt vedrørende isopoderne) og foretog oversættelser fra hollandsk. Hans værdifulde samlinger overgik ved hans død til Zoologisk Museum.
Han er begravet på Bispebjerg Kirkegård.